# I SEE ME
〈I SEE ME〉는 대한민국의 가수 보아가 일본에서 발매한 디지털 싱글이다. STY 작사 작곡으로 일본의 audio-technica의 TV CM송으로 사용되었다.
12월 8일에 착신음 배신을 시작으로 12월 22일 전곡 배신을 시작했다. 커플링 곡 없이, 〈I SEE ME〉 하나의 트랙으로만 구성되어 있다.

## 설명
- 보아가 일본에서 발매하는 디지털 싱글이다.
- I SEE ME는 audio-technica의 TV CM을 위한 곡이다.
- 12월 22일부터 iTunes에서 전곡 배신을 시작했다.

## 수록곡
1. I SEE ME
  - 「audio-technica」TV CM 타이업